# Karl Dewanger
Karl Dewanger (* 1. Oktober 1897 in Purkersdorf; † 19. Mai 1944 in Graz) war ein österreichischer Politiker (CSP/VF) und Leichenbestatter. Dewanger war 1934 Mitglied des Bundesrates, von 1934 bis 1938 Abgeordneter zum Landtag von Niederösterreich sowie dessen Zweiter Präsident.
Dewanger besuchte das Gymnasium und studierte an der Universität Wien Rechtswissenschaften. In der Folge war Dewanger als Unternehmer und Leichenbestatter in Purkersdorf tätig. 1932 wurde Dewanger Vorsteher der Allgemeinen Gewerbegenossenschaft und schuf eine eigene Genossenschaft der Bestatter. Dewanger stieg zum Bundesinnungsmeister auf und war geschäftsführender Gemeinderat in Purkersdorf. Dewanger vertrat die Christlichsoziale Partei vom 27. April 1934 bis zum 2. Mai 1934 im Bundesrat und war vom 22. November 1934 bis zum 12. März 1938 als Gewerbevertreter Mitglied des Ständischen Landtags. Dewanger war zudem während dieser Zeit Zweiter Landtagspräsident. 